# Elisabeth Helms
Elisabeth Helms, född 25 juni 1946, är en svensk översättare.
Hon har översatt spanskspråkig litteratur från främst Latinamerika av bland andra Carlos Fuentes, Mario Vargas Llosa, José Maria Arguedas, Antonio Muñoz Molina, Juan Carlos Onetti, Octavio Paz och Carlos Ruiz Zafón. Hon har även översatt dansk och engelskspråkig litteratur, bland annat flera av Minette Walters kriminalromaner.

## Priser
- 1991 – Svenska Akademiens översättarpris